# Форт-Макдермитт
Форт-Макдермитт (англ. Fort McDermitt Indian Reservation) — индейская резервация, расположенная в северо-центральной части штата Невада и на юго-востоке Орегона, США.

## История
14 августа 1865 года на месте бывшей станции дилижансов Куинн-Ривер-Стейшен был основан военный форт Макдермитт, на территории, которая была традиционной сезонной родиной групп северных пайютов. Форт Макдермитт предназначался для размещения гарнизона из двух рот, одной кавалерийской и одной пехотной. 24 июля 1889 года, как последний из армейских постов Невады, он был передан Бюро по делам индейцев и был приспособлен для использования в качестве школы в индейском агентстве Форт-Макдермитт. В 1892 году была создана резервация Форт-Макдермитт.
В 1936 году,  в соответствии с Законом о реорганизации индейцев, правительство США признало объединённое племя северных пайютов и западных шошонов.

## География
Резервация расположена на территории пустыни Большого Бассейна на западе США, на границе двух штатов — Орегона и Невады. Северная часть находится в округе Малур, Орегон; а южная — в округе Гумбольдт, Невада. Основная река резервации — Куинн, протекает с востока на запад в южной части резервации. Общая площадь Форт-Макдермитт составляет 140,875 км².
В октябре 2016 года федеральное правительство передало в доверительное управление племени около 77,3 км² земли Бюро по управлению земельными ресурсами в Неваде, чтобы расширить их резервацию и предоставить им более устойчивую базу. На новых территориях запрещены азартные игры, это было сделано в соответствии с Законом о земле коренных народов Невады.
Штаб-квартира племени находится в сообществе Макдермитт.

## Демография
По данным федеральной переписи населения 2010 года, в резервации проживало 334 человека. Согласно федеральной переписи населения 2020 года в резервации проживало 267 человек, насчитывалось 123 домашних хозяйства и 112 жилых домов. Средний возраст, проживающих в резервации, составлял 54,7 лет. Средний доход на одно домашнее хозяйство в индейской резервации составлял 20 139 долларов США. Около 49,6 % всего населения находились за чертой бедности, в том числе 55,7 % тех, кому ещё не исполнилось 18 лет, и 46,8 % старше 65 лет.
Расовый состав распределился следующим образом: белые — 3 чел., афроамериканцы — 0 чел., коренные американцы (индейцы США) — 254 чел., азиаты — 0 чел., океанийцы — 0 чел., представители других рас — 4 чел., представители двух или более рас — 6 человек; испаноязычные или латиноамериканцы любой расы составили 9 человек. Плотность населения составляла 1,89 чел./км².

## Комментарии
1. ↑  Сам населённый пункт не входит в состав резервации, а является лишь штаб-квартирой племени.